# Gabriele Kühn
Gabriele Kühn (* 11. März 1957 in Dresden, vor der Heirat: Gabriele Lohs) ist eine ehemalige Ruderin aus der DDR. Sie gewann 1976 olympisches Gold im Vierer mit Steuerfrau und 1980 im Achter.
Gabriele Lohs begann als Skullerin und war 1972 Jugendmeisterin der DDR mit dem Doppelvierer. 1975 siegte sie bei der Spartakiade und bei den Juniorenmeisterschaften der DDR. Vor der Saison 1976 wechselte sie zum Riemenrudern, ihr Trainer Richard Wecke formte beim SC Einheit Dresden einen Vierer mit Steuerfrau mit Karin Metze, Bianka Schwede, Gabriele Lohs, Andrea Kurth und Steuerfrau Sabine Heß. Bei den Olympischen Spielen 1976 in Montreal hatte das Frauenrudern seine olympische Premiere. Die Boote aus der DDR gewannen in den sechs Bootsklassen vier Goldmedaillen und zwei Silbermedaillen. Die erste Entscheidung war die im Vierer mit Steuerfrau und hier gewann das Dresdner Boot die erste olympische Goldmedaille im Frauenrudern. 1977 saßen alle fünf Ruderinnen aus dem Gold-Vierer im DDR-Achter, der in Amsterdam den Dritten Weltmeistertitel in Folge gewann.
1978 nach ihrer Heirat saß Gabriele Kühn als einzige Ruderin aus dem Weltmeisterboot von 1977 in dem DDR-Achter, der bei den Weltmeisterschaften in Neuseeland die Silbermedaille hinter dem Boot aus der Sowjetunion gewann. Auch 1979 siegte der Achter aus der Sowjetunion vor dem Boot aus der DDR, allerdings war Gabriele Kühn nicht dabei. 1980 wechselte Trainer Dieter Grahn im DDR-Achter noch einmal durch: Martina Boesler, Kersten Neisser, Christiane Köpke, Birgit Schütz, Gabriele Kühn, Ilona Richter, Marita Sandig, Karin Metze und Steuerfrau Marina Wilke siegten bei den Olympischen Spielen 1980 mit einer Sekunde Vorsprung auf das sowjetische Boot.
1976 und 1980 wurde sie mit dem Vaterländischen Verdienstorden in Silber ausgezeichnet.
Gabriele Kühn studierte Bauwesen und arbeitete in der Dresdner Außenstelle des VEB Spezialhochbau Berlin.